# Stimmkreis Hof
Der Stimmkreis Hof (Stimmkreis 406) ist ein Stimmkreis in Oberfranken. Er umfasst die kreisfreie Stadt Hof und den Landkreis Hof.

## Änderung des Gebietes des Stimmkreises
Bis zur Landtagswahl 2008 einschließlich gehörten ihm neben der kreisfreien Stadt Hof nur die Städte Helmbrechts, Lichtenberg, Münchberg, Naila, Schauenstein, Schwarzenbach a.Wald, Selbitz und die Gemeinden Bad Steben, Berg, Döhlau, Feilitzsch, Gattendorf, Geroldsgrün, Issigau, Köditz, Konradsreuth, Leupoldsgrün, Oberkotzau, Stammbach, Töpen, Trogen des Landkreises Hof an. Die übrigen Gemeinden gehörten bis zu dieser Wahl dem Stimmkreis Wunsiedel an.

## Wahl 2023
Zur Landtagswahl 2023 traten folgende Parteien und Direktkandidaten im Stimmkreis Hof an und erzielten folgende Ergebnisse:
| Nr. | Direktkandidat          | Partei       | Erststimmen in % | Gesamtstimmen in % |
| --- | ----------------------- | ------------ | ---------------- | ------------------ |
| 1   | Kristan von Waldenfels  | CSU          | 49,6             | 46,0               |
| 2   | Swanti Bräsecke-Bartsch | GRÜNE        | 6,0              | 6,4                |
| 3   | Thomas Schinner         | Freie Wähler | 8,6              | 10,0               |
| 4   | Oliver Koller           | AfD          | 17,7             | 18,2               |
| 5   | Daniel Schreiner        | SPD          | 12,0             | 12,8               |
| 6   | Sebastian Schaller      | FDP          | 2,0              | 2,0                |
| 7   | Sebastian Engelhardt    | LINKE        | 1,6              | 1,7                |
| 8   | Luca Brenk              | BP           | 0,5              | 0,5                |
| 9   | Cindy Laschitz          | ÖDP          | 0,8              | 1,0                |
| 10  | Christian Amann         | dieBasis     | 1,1              | 1,0                |
| 11  | -                       | Volt         | -                | 0,4                |

## Wahl 2018
Im Stimmkreis waren insgesamt 109.952 Einwohner wahlberechtigt. Die Landtagswahl am 14. Oktober 2018 hatte folgendes Ergebnis:
| Direktkandidat      | Partei               | Erststimmen in % | Gesamtstimmen in % | Veränderung der Gesamtstimmen im Vergleich zur Landtagswahl 2013 in % |
| ------------------- | -------------------- | ---------------- | ------------------ | --------------------------------------------------------------------- |
| Alexander König     | CSU                  | 36,2             | 38,3               | - 4,4                                                                 |
| Klaus Adelt         | SPD                  | 25,6             | 21,5               | − 8,1                                                                 |
| Hans Martin Grötsch | Freie Wähler         | 7,4              | 8,8                | + 1,9                                                                 |
| Philipp Brammer     | GRÜNE                | 8,3              | 8,8                | + 3,5                                                                 |
| Peter Senf          | FDP                  | 4,6              | 4,2                | + 1,4                                                                 |
| Manuel Frisch       | LINKE                | 2,9              | 2,8                | +/− 0,0                                                               |
| Jürgen Wagner       | BP                   | 0,7              | 0,7                | − 0,3                                                                 |
| Stephan Schmidt     | ÖDP                  | 0,5              | 0,5                | - 0,3                                                                 |
| Michael Rödel       | PIRATEN              | 0,6              | 0,8                | - 1,3                                                                 |
| Michael Wüst        | AfD                  | 12,4             | 12,3               | + 12,3                                                                |
| -                   | mut                  | -                | 0,1                | + 0,1                                                                 |
| Andreas Hartmann    | Die Partei           | 1,0              | 1,0                | + 0,0                                                                 |
| Werner Köhler       | Gesundheitsforschung | 0,5              | 0,5                | + 0,5                                                                 |
| -                   | V-Partei³            | -                | 0,1                | + 0,1                                                                 |

Neben dem direkt gewählten Stimmkreisabgeordneten Alexander König (CSU), der den Stimmkreis seit 1998 im Landtag vertritt, wurde der SPD-Kandidat Klaus Adelt über die Bezirksliste seiner Partei gewählt.

## Wahl 2013
Wahlberechtigt waren bei der Landtagswahl vom 15. September 2013 insgesamt 113.609 Einwohner. Die Wahlbeteiligung betrug 61,3 %. Die Wahl hatte im Stimmkreis Hof folgendes Ergebnis:
| Direktkandidat      | Partei       | Erststimmen in % | Gesamtstimmen in % | +/- Gesamtstimmen ggü. 2008 in %-P. |
| ------------------- | ------------ | ---------------- | ------------------ | ----------------------------------- |
| Alexander König     | CSU          | 40,0             | 42,7               | − 2,3                               |
| Klaus Adelt         | SPD          | 33,6             | 29,7               | + 5,0                               |
| Jürgen Heß          | Freie Wähler | 6,6              | 6,9                | - 1,4                               |
| Christine Schoerner | GRÜNE        | 4,6              | 5,3                | - 0,5                               |
| Christian Joachim   | FDP          | 2,3              | 2,2                | - 4,2                               |
| Thomas Etzel        | LINKE        | 2,8              | 2,8                | - 2,5                               |
| Peter Hiltner       | ÖDP          | 1,0              | 0,8                | − 0,2                               |
| Marco Schielke      | REP          | 0,8              | 0,8                | - 0,8                               |
| Dietmar Doering     | NPD          | 1,0              | 1,0                | − 0,4                               |
| Thomas Kießling     | BP           | 1,0              | 1,0                | + 0,6                               |
| -                   | Frauenliste  | -                | 0,3                | + 0,3                               |
| Heike Fuchs         | Die Franken  | 4,4              | 4,3                | + 4,3                               |
| Karlheinz Krudwig   | PIRATEN      | 1,9              | 2,1                | + 2,1                               |

## Wahl 2008
Wahlberechtigt waren bei der Landtagswahl 2008 im Stimmkreis 98.753 Einwohner. Die Wahlbeteiligung betrug 53,8 %. Die Wahl hatte folgendes Ergebnis:
| Direktkandidat    | Partei       | Erststimmen in % | Gesamtstimmen in % | Veränderung der Gesamtstimmen im Vergleich zur Landtagswahl 2003 in % |
| ----------------- | ------------ | ---------------- | ------------------ | --------------------------------------------------------------------- |
| Alexander König   | CSU          | 47,5             | 45,2               | - 11,8                                                                |
| Jörg Mielentz     | SPD          | 23,9             | 25,0               | - 4,8                                                                 |
| Jürgen Löhnert    | GRÜNE        | 5,0              | 5,6                | + 1,9                                                                 |
| Benjamin Kupijai  | Freie Wähler | 8,1              | 8,1                | + 4,9                                                                 |
| Christian Joachim | FDP          | 6,3              | 6,5                | + 5,0                                                                 |
| Detlef Scherf     | REP          | 1,4              | 1,7                | - 0,6                                                                 |
| Fritz Throne      | ödp          | 1,1              | 1,0                | + 0,5                                                                 |
| Jürgen Hoyer      | BP           | 0,5              | 0,4                | + 0,2                                                                 |
| -                 | BB           | -                | 0,0                | 0,0                                                                   |
| Hermann Klie      | LINKE        | 4,9              | 5,1                | + 5,1                                                                 |
| Udo Sieghart      | NPD          | 1,3              | 1,3                | + 1,3                                                                 |